# Asenate Manoa
Asenate „Nancy“ Manoa (* 23. Mai 1992) ist eine tuvaluische Leichtathletin und Gewichtheberin, die bei den Olympischen Spielen 2008 in Peking, bei den Weltmeisterschaften 2009 in Berlin und 2011 in Daegu, sowie bei den Olympischen Spielen 2012 in London für Tuvalu antrat. Manoa errang im Kraftdreikampf bei den Pazifikspielen 2015 in Port Moresby die Bronzemedaille in der Gewichtsklasse bis 72 kg bei den Frauen.
Manoa wurde auf der Insel Kioa in Fidschi geboren. Die Insel war zwischen 1947 und 1983 von Siedlern aus Tuvalu aufgekauft worden.

## Wettbewerbe
Olympische Spiele Peking 2008
Asenate Manoa trat 2008 als erste Frau für Tuvalu bei den Olympischen Spielen an. Sie lief im Wettbewerb über 100 Meter, als sie erst 16 Jahre alt war. Ihr Grund-Training hatte sie auf der Landebahn des Funafuti International Airport absolviert, dann trainierte sie in Suva, Fidschi, zur Vorbereitung auf die Spiele. Sie wurde von Mitgliedern des Laufteams von Fidschi unterstützt und arbeitete im Büro der regionalen Olympia-Administration, ONOC. Sie hatte vor der Ankunft in Beijing niemals Startblöcke verwendet oder auf einer synthetischen Bahn trainiert. Sie ist sehr klein und wog nur 46 kg.
Bei den Olympischen Spielen 2008 schied sie mit ihrer Zeit von 14,05 s auf 100 Meter schon in den Vorläufen aus, aber stellte damit den nationale Rekord für Tuvalu auf.
The Guardian schrieb: „Sie ist unmöglich klein für eine internationale Sprinterin“ (impossibly tiny for an international sprinter). Im Nationalstadion Peking, lief sie „vor einem Publikum das 10-mal so groß ist, wie die Bevölkerung ihres Landes“ (running in front of an audience 10 times the size of her country’s population).
Weltmeisterschaften
Bei den Weltmeisterschaften 2009 lief sie 13,75 s auf 100 Meter in den Vorläufen.
Bei den Weltmeisterschaften 2011 erreichte sie 13,92 s.
Olympische Spiele 2012
Für die Olympischen Spiele 2012 trainierte sie in Brisbane, Australien und konnte ihren nationalen Rekord auf 13,48 s steigern.
Pazifikspiele 2015
Für die Pazifikspielen 2015 begann Manoa Gewichtheben zu trainieren. Dabei errang sie in ihrer Klasse bis 72 kg Female die Bronzemedaille.